# Rhyacophila rectispina
Rhyacophila rectispina är en nattsländeart som beskrevs av Mclachlan 1884. Rhyacophila rectispina ingår i släktet Rhyacophila och familjen rovnattsländor. Inga underarter finns listade i Catalogue of Life.